# Linda Jackson
Linda Jackson (Montreal, 13 november 1958) is een voormalig wielrenster uit Canada.

## Carrière
Op de Olympische Zomerspelen van Atlanta in 1996 reed Jackson zowel de wegrit als de tijdrit. Bij de wegrace kwam ze akelig ten val.
Op de Wereldkampioenschappen op de weg dat jaar reed ze naar een derde plaats.
Jackson werd driemaal Canadees kampioen op de weg en driemaal in het tijdrijden.
In de Giro Rosa reed Jackson tweemaal naar een tweede plaats, in 1997 en in 1998. Ook in La Grande Boucle Féminine behaalde ze het podium, door in 1997 als derde in het klassement te eindigen. Datzelfde jaar schreef ze de Tour de l'Aude Cycliste Féminin op haar naam.
In 1998 won ze de Women's Challenge.
Na haar actieve sportcarrière werd Jackson teammanager van Team Tibco.

## Palmares
1992
 Canadees kampioenschap op de weg
1995
 Canadees kampioen op de weg
1996
 Canadees kampioen tijdrijden
 Wereldkampioenschap op de weg
Tour de Toona
1997
 Canadees kampioen op de weg
 Canadees kampioen tijdrijden
Eindklassement Tour de l'Aude
2e in eindklassement Giro Donne
3e in eindklassement La Grande Boucle Féminine
1998
 Canadees kampioen op de weg
 Canadees kampioen tijdrijden
Eindklassement Women's Challenge
Proloog en 2e etappe Women's Challenge
2e in eindklassement Giro Donne
1999
8e etappe Women's Challenge